# Angelo Daniel
Angelo Daniel (Montebelluna, 12 ottobre 1933) è un vescovo cattolico italiano.

## Biografia
Nato il 12 ottobre 1933 a Montebelluna, viene ordinato sacerdote il 24 giugno 1956.
Già parroco di Galliera Veneta dal 1974 al 1989 e poi vicario generale della diocesi di Treviso dal 1989, il 27 novembre 1997 viene nominato vescovo di Chioggia.

### Episcopato
Riceve l'ordinazione episcopale il 13 dicembre 1997 per l'imposizione delle mani del vescovo Paolo Magnani, co-consacranti i vescovi Antonio Mistrorigo e Alfredo Magarotto. Il 6 gennaio 1998 fa il suo ingresso in diocesi.
Tra gli edifici religiosi restaurati o edificati durante il suo episcopato può essere ricordata la chiesa del Buon Pastore di Chioggia, inaugurata da mons. Daniel il 4 aprile 2001, e il Seminario diocesano di Chioggia, rimaneggiato e riorganizzato nel 2000.
Il 10 gennaio 2009, in accoglimento alla sua rinuncia all'ufficio pastorale per raggiunti limiti d'età, assume, ipso iure, il titolo di vescovo emerito di Chioggia. Lascia la diocesi il giorno dopo, trasferendosi nella canonica di Biadene di Montebelluna.

## Controversie
Nel settembre del 2008 fu coinvolto in un caso di cronaca dalla notevole copertura mediatica, una vicenda a sfondo sessuale di cui si era reso protagonista un sacerdote della sua diocesi.

## Genealogia episcopale e successione apostolica
La genealogia episcopale è:
- Cardinale Scipione Rebiba
- Cardinale Giulio Antonio Santori
- Cardinale Girolamo Bernerio, O.P.
- Arcivescovo Galeazzo Sanvitale
- Cardinale Ludovico Ludovisi
- Cardinale Luigi Caetani
- Cardinale Ulderico Carpegna
- Cardinale Paluzzo Paluzzi Altieri degli Albertoni
- Papa Benedetto XIII
- Papa Benedetto XIV
- Cardinale Enrico Enriquez
- Arcivescovo Manuel Quintano Bonifaz
- Cardinale Buenaventura Córdoba Espinosa de la Cerda
- Cardinale Giuseppe Maria Doria Pamphilj
- Papa Pio VIII
- Papa Pio IX
- Cardinale Gustav Adolf von Hohenlohe-Schillingsfürst
- Arcivescovo Salvatore Magnasco
- Cardinale Gaetano Alimonda
- Cardinale Agostino Richelmy
- Vescovo Giuseppe Castelli
- Vescovo Carlo Allorio
- Cardinale Antonio Poma
- Vescovo Paolo Magnani
- Vescovo Angelo Daniel

La successione apostolica è:
- Arcivescovo Dino De Antoni (1999)